# Caladenia orientalis
Caladenia orientalis är en orkidéart som först beskrevs av Geoffrey William Carr, och fick sitt nu gällande namn av Stephen Donald Hopper och Andrew Phillip Brown. Caladenia orientalis ingår i släktet Caladenia och familjen orkidéer.
Artens utbredningsområde är Victoria. Inga underarter finns listade i Catalogue of Life.